# Bud Nevins, Bad Man
Bud Nevins, Bad Man est un film muet américain réalisé par Allan Dwan et sorti en 1911.

## Fiche technique
- Réalisation : Allan Dwan
- Durée : 10 minutes
- Genre : Western
- Production : American Film Company
- Date de sortie : États-Unis : 24 avril 1911

## Distribution
- J. Warren Kerrigan : Bud Nevins
- Dot Farley : la fille de Riley